# Leucocyphoniscus solarii
Leucocyphoniscus solarii là một loài chân đều trong họ Trichoniscidae. Loài này được Brian miêu tả khoa học năm 1914.